# Graphium mendana
Graphium mendana là một loài bướm thuộc họ Papilionidae. Nó được tìm thấy ở Papua New Guinea và quần đảo Solomon.

## Hình ảnh

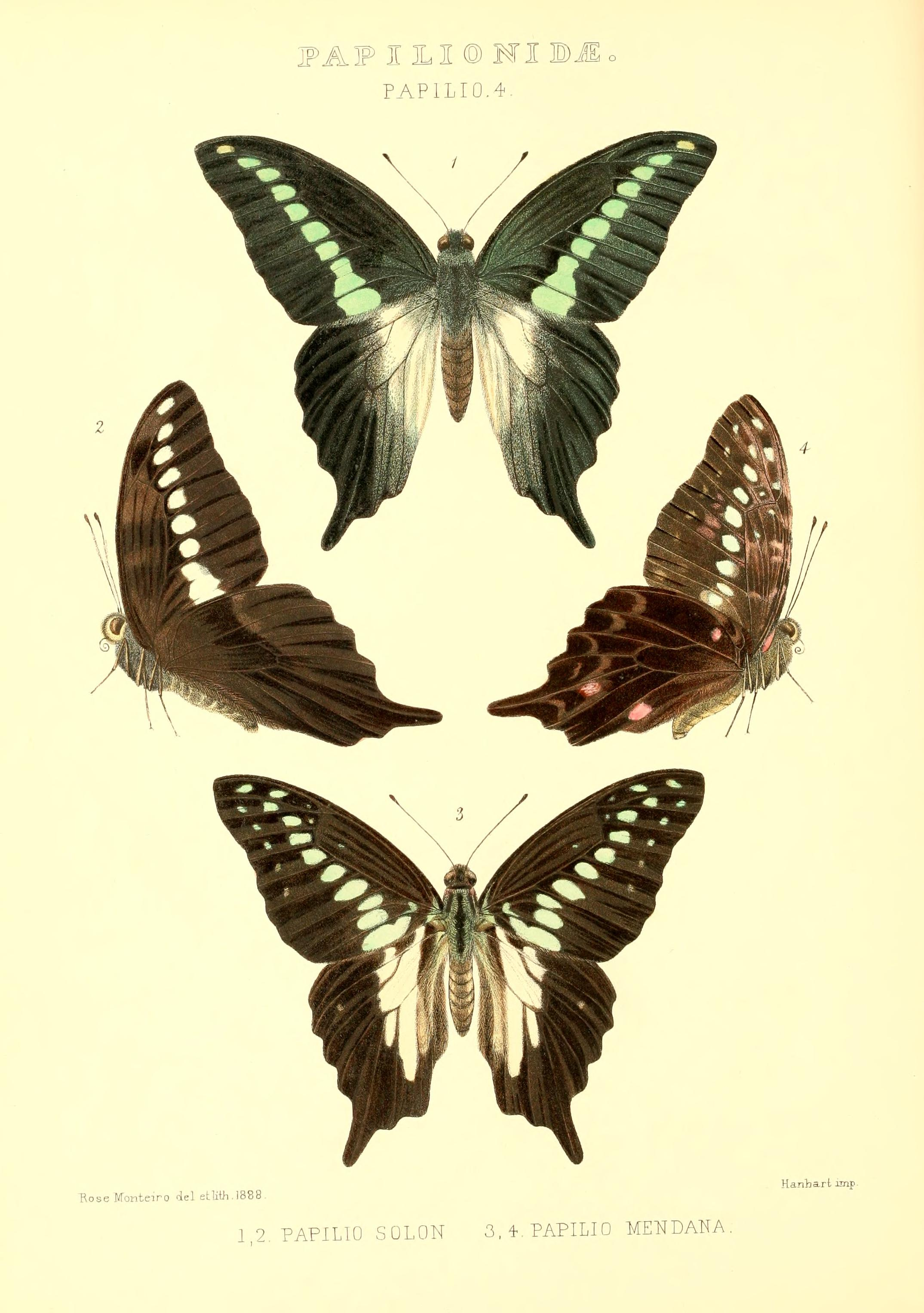
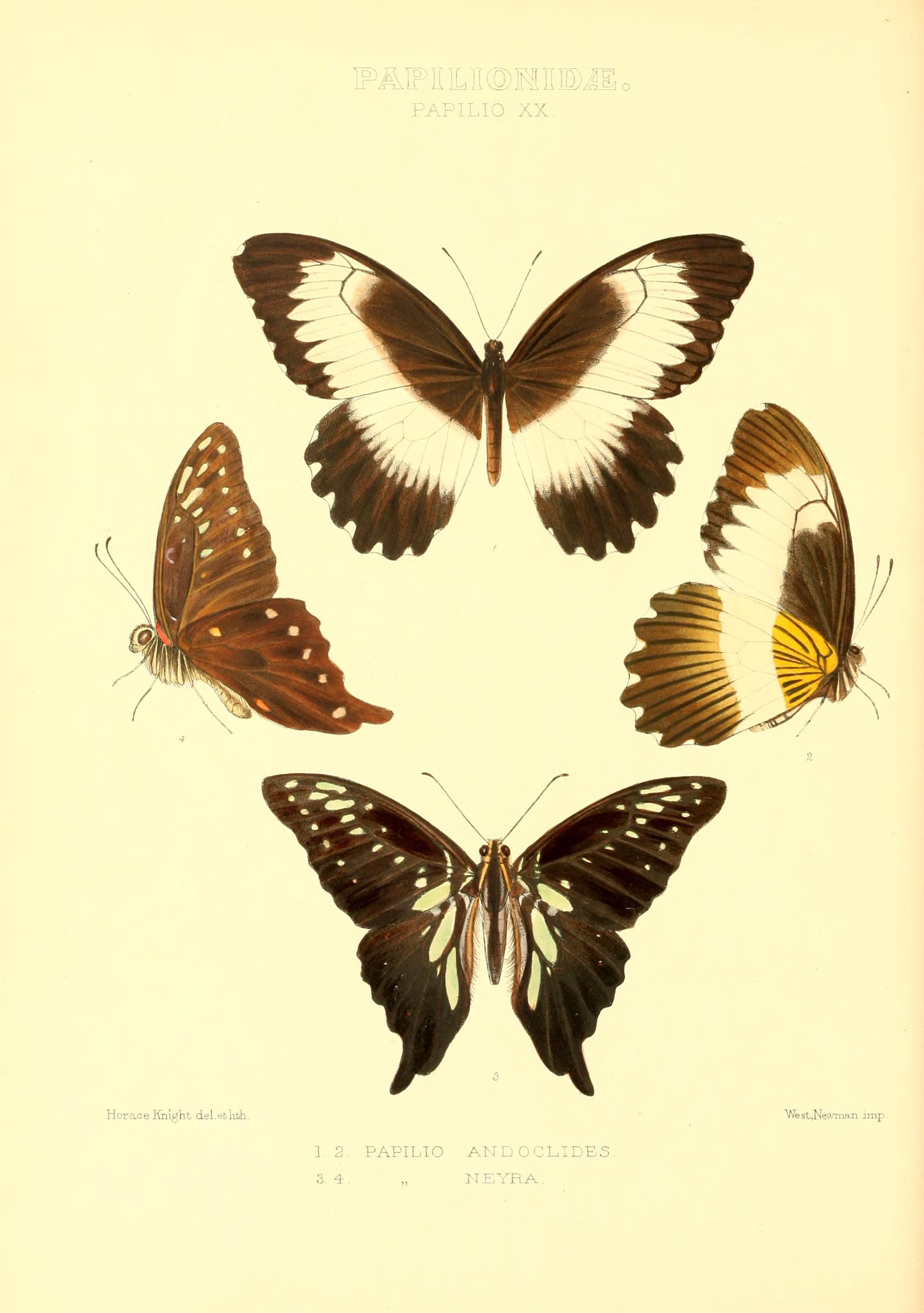